# PAS Hamedan FC
El PAS Hamedan Football Club (en persa باشگاه فوتبال پاس همدان) és un club de futbol iranià de la ciutat de Hamedan.

## Història
PAS Hamedan va ser fundat després de la dissolució del PAS Tehran FC el 9 de juny de l'any 2007, després d'una iniciativa del govern de moure clubs fora de la ciutat de Teheran. El primer nom del club fou Alvand Hamedan, en referència al munt Alvand proper a la ciutat, però més tard fou canviat per PAS Hamedan (PAS són les inicials de Piroozi Esteghamat Sarfarazi, on Esteghamat comença en persa amb la lletra Aleph (A)).